# Curt Wasastjerna
Curt Gustaf Victor Wasastjerna, född 15 juli 1918 i Åbo, död 12 maj 1998 i Vasa, var en finländsk läkare. 
Wasastjerna, som var specialist i invärtes medicin och blodsjukdomar, blev medicine och kirurgie doktor 1951. Han var överläkare vid Vasa centralsjukhus 1956–1967, vid fjärde medicinska kliniken i Helsingfors 1967–1968, blev läkare vid Stengårds sjukhus 1968, var överläkare där 1972–1975, biträdande professor i invärtes medicin vid tredje medicinska kliniken vid Helsingfors universitet 1975–1976 och åter överläkare vid Vasa centralsjukhus 1976–1982. Hans forskning gällde blodsjukdomar, cytologi och immunologi. Han hade en viktig roll när diagnostiseringen och behandlingen av leukemi utvecklades i Finland. Han tilldelades professors titel 1973.